# 스코틀랜드 녹색당

스코틀랜드 녹색당(영어: Scottish Green Party, 스코틀랜드 게일어: Pàrtaidh Uaine na h-Alba, 스코트어: Scots Green Pairty)은 스코틀랜드의 정당이다. 현재 스코틀랜드 보수당, 스코틀랜드 노동당 다음으로 의석을 확보하고 있으며, 스코틀랜드 지역 내에서는 제4당이며 스코틀랜드 의회에서는 제4야당을 유지하고 있다.

## 같이 보기
- 녹색정치